# سانکین آیل
سانکین آیل (به لاتین: Sankin Ail) یک منطقهٔ مسکونی در روسیه است که در جمهوری آلتای واقع شده‌است.